# Arnaud Martinez
Pour les articles homonymes, voir Martínez.
Arnaud Martinez, né le 24 février 1976 à Narbonne est un joueur français de rugby à XV évoluant au poste de pilier. Il a évolué avec l'équipe de France et le RC Narbonne. Il mesure 1m84 pour 116 kg.

## Carrière de joueur

### En club
- depuis 1997 : RC Narbonne

Il a disputé 25 matchs en Challenge européen. 
- Champion de France cadets Gaudermen en 1993.

### En équipe nationale
Il a disputé son premier test match le 22 juin 2002 contre l'équipe d'Australie, et son deuxième et dernier contre l'équipe du Canada.

### Avec les Barbarians
En septembre 2003, il joue avec les Barbarians français à l'occasion d'un match opposant le XV de France, rebaptisé pour l'occasion XV du Président (afin de contourner le règlement qui interdit tout match international à moins d'un mois de la Coupe du monde), et les Barbarians français, composés essentiellement des joueurs tricolores non retenus dans ce XV présidentiel et mis à disposition des Baa-Baas par Bernard Laporte. Ce match se déroule au Parc des sports et de l'amitié à Narbonne et voit le XV du président s'imposer 83 à 12 face aux Baa-Baas.

## Palmarès

### En club
- Finaliste du Bouclier européen en 2001
- Champion de France cadets Gaudermen avec le RC Narbonne en 1993.

### En équipe nationale
- Sélection en équipe nationale : 2